# Ǣ
Cette page contient des caractères spéciaux ou non latins. S’ils s’affichent mal (▯, ?, etc.), consultez la page d’aide Unicode.
Ǣ (minuscule : ǣ), appelé E dans l’A macron, est un graphème utilisé dans l’écriture du dan de l’Est, du kunzi, du vieil anglais, du vieux norrois, dans la romanisation ISO 15919 du cingalais et dans les romanisations ALA-LC du lao et du thaï. Il s’agit de la lettre Æ diacritée d’un macron.

## Utilisation
Dans la romanisation ISO 15919 du cingalais, ǣ représente la voyelle ඈ qui produit le son [æː],.

## Représentations informatiques
Le E dans l’A macron peut être représenté avec les caractères Unicode suivants :
- précomposé (supplément Latin-1) :

| formes    | représentations | chaînes de caractères | points de code | descriptions                      |
| --------- | --------------- | --------------------- | -------------- | --------------------------------- |
| capitale  | Ǣ               | Ǣ                     | U+01E2         | lettre majuscule latine ae macron |
| minuscule | ǣ               | ǣ                     | U+01E3         | lettre minuscule latine ae macron |

- décomposé (latin de base, diacritiques) :

| formes    | représentations | chaînes de caractères | points de code | descriptions                                  |
| --------- | --------------- | --------------------- | -------------- | --------------------------------------------- |
| capitale  | Ǣ               | Æ◌̄                    | U+00C6 U+0304  | lettre majuscule latine ae diacritique macron |
| minuscule | ǣ               | æ◌̄                    | U+00E6 U+0304  | lettre minuscule latine ae diacritique macron |

## Sources
- (en) Lao Romanization Table, ALA-LC.
- (en) Thai Romanization Table, ALA-LC.
- Gué Nestor, Kpan Joséphine, Vydrin Valentin et Zeh Emmanuel, Syllabaire dan de l’Est Livre d’enseignants, Man – Abidjan, Pȁbhɛ̄nbhȁbhɛ̏n - EDILIS, 2020 (ISBN 978-2-8091-0147-8, lire en ligne)